# Rue Rébeval
La rue Rébeval (ou « de Rébeval », selon une plaque de rue) est une voie du 19e arrondissement de Paris, en France.

## Situation et accès
La rue Rébeval est une voie publique située dans le 19e arrondissement de Paris. Elle débute au 42, boulevard de la Villette et se termine au 69, rue de Belleville.
La rue Rébeval est desservie par la ligne 11 à la station Pyrénées ou Belleville conjointement par la ligne 2.

## Origine du nom
Son nom honore la mémoire du général d'Empire Joseph Boyer de Rébeval (1768-1822), défenseur du quartier en 1814.

## Historique

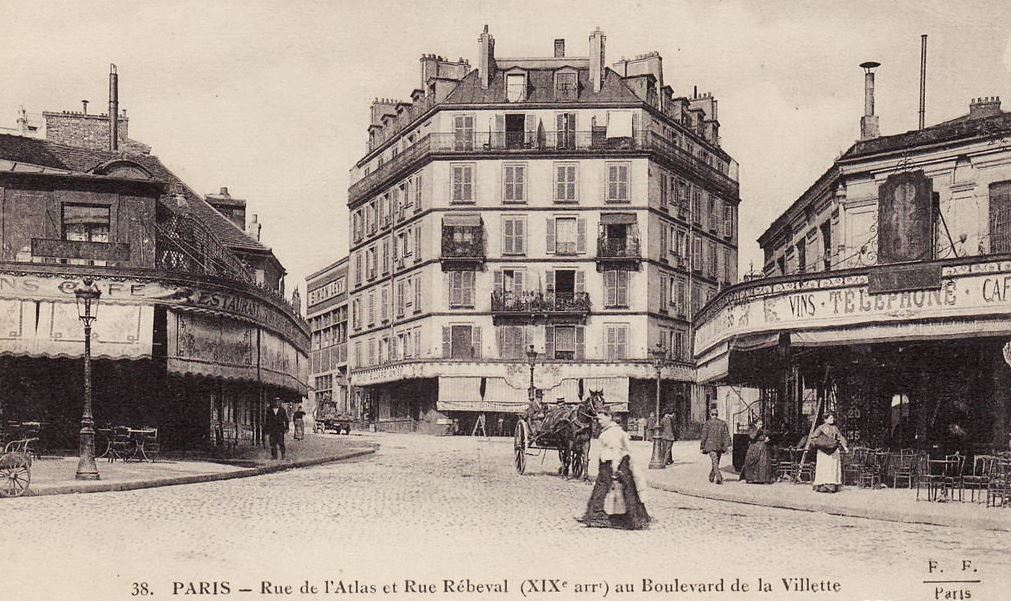
Paris, rue de l'Atlas, rue Rébeval.

Cette voie de l'ancienne commune de Belleville est indiquée à l'état de chemin sur le plan de Jouvin de Rochefort de 1672. Dénommé « chemin Saint-Laurent » puis « rue Saint-Laurent », en référence à l'ancienne église de Belleville. 
Elle est classée dans la voirie parisienne par un décret du 23 mai 1863 et a pris sa dénomination actuelle par un autre décret du 24 août 1864. 
Au XIXe siècle, une source minérale jaillissait là. Une usine fut construite qui embouteillait l'eau et la commercialisait sous le nom d'« eau de l'Atlas ». Il en était encore vendu 35 000 litres par an au début du XXe siècle.
Une brocante s’organise chaque année dans cette rue, généralement au mois de juin. Elle est devenue un rendez-vous attendu par les habitants du quartier et des environs.
Au fil des années, l’événement a gagné en popularité, attirant de plus en plus d’exposants et de visiteurs. Les riverains profitent de l’occasion pour vider leurs greniers, tandis que les chineurs viennent à la recherche d’objets rares ou insolites.
L’ambiance est conviviale, avec souvent la présence de stands de restauration et de musique. C’est un moment de partage et de rencontre apprécié par toutes les générations.

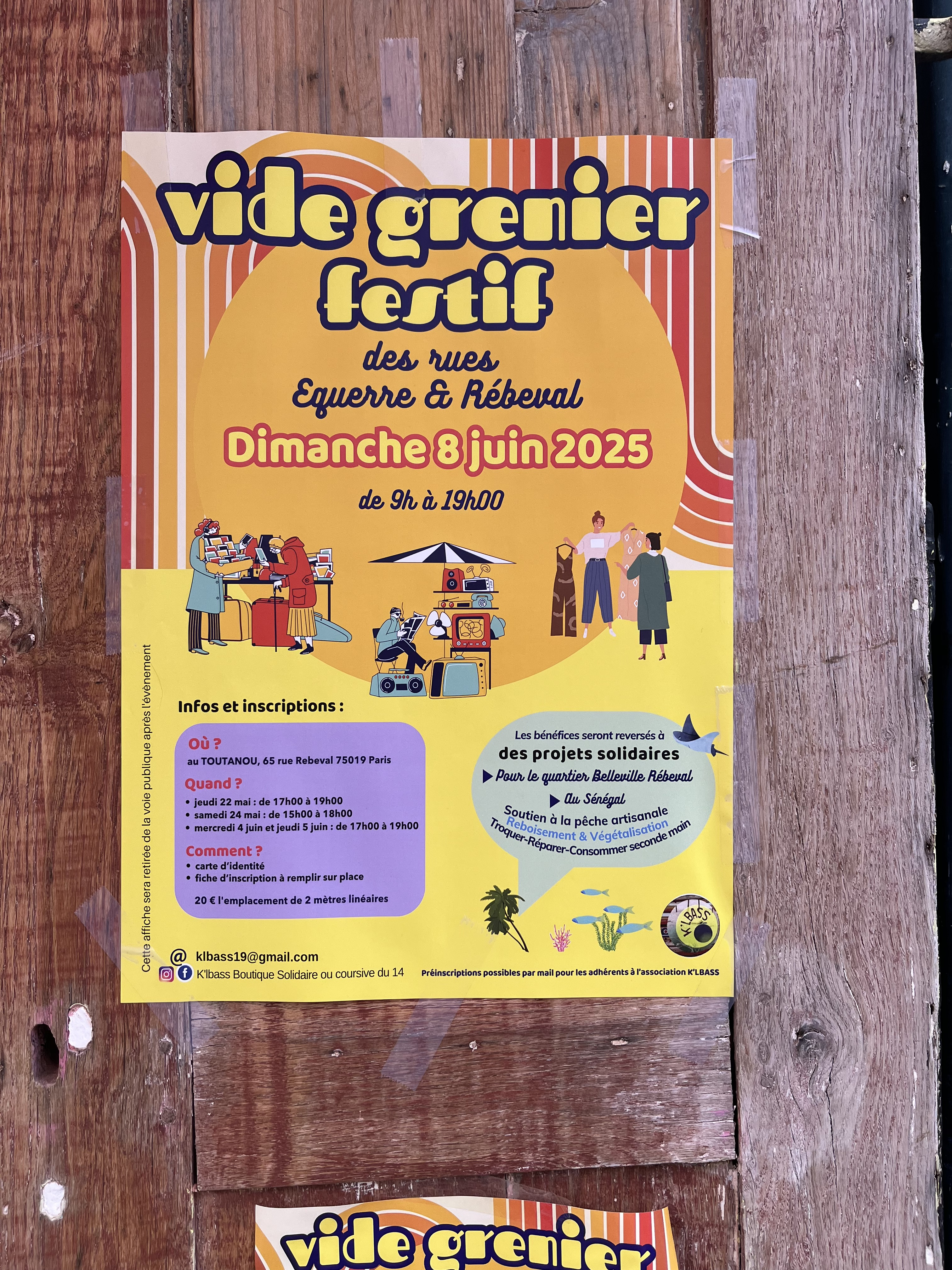
Flyer de la Brocante du 8 Juin

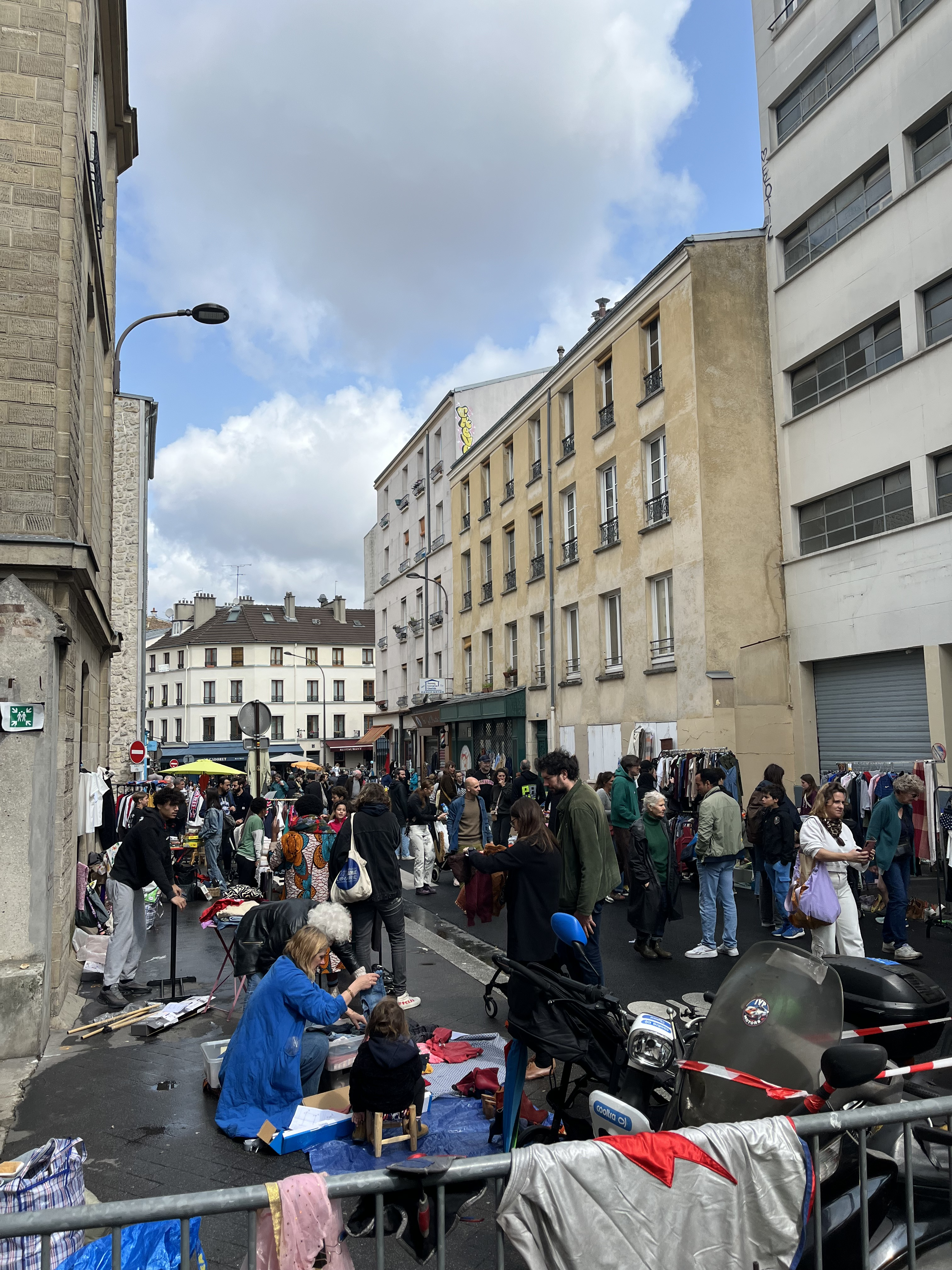
Photo prise pendant la Brocante de la rue Rébeval

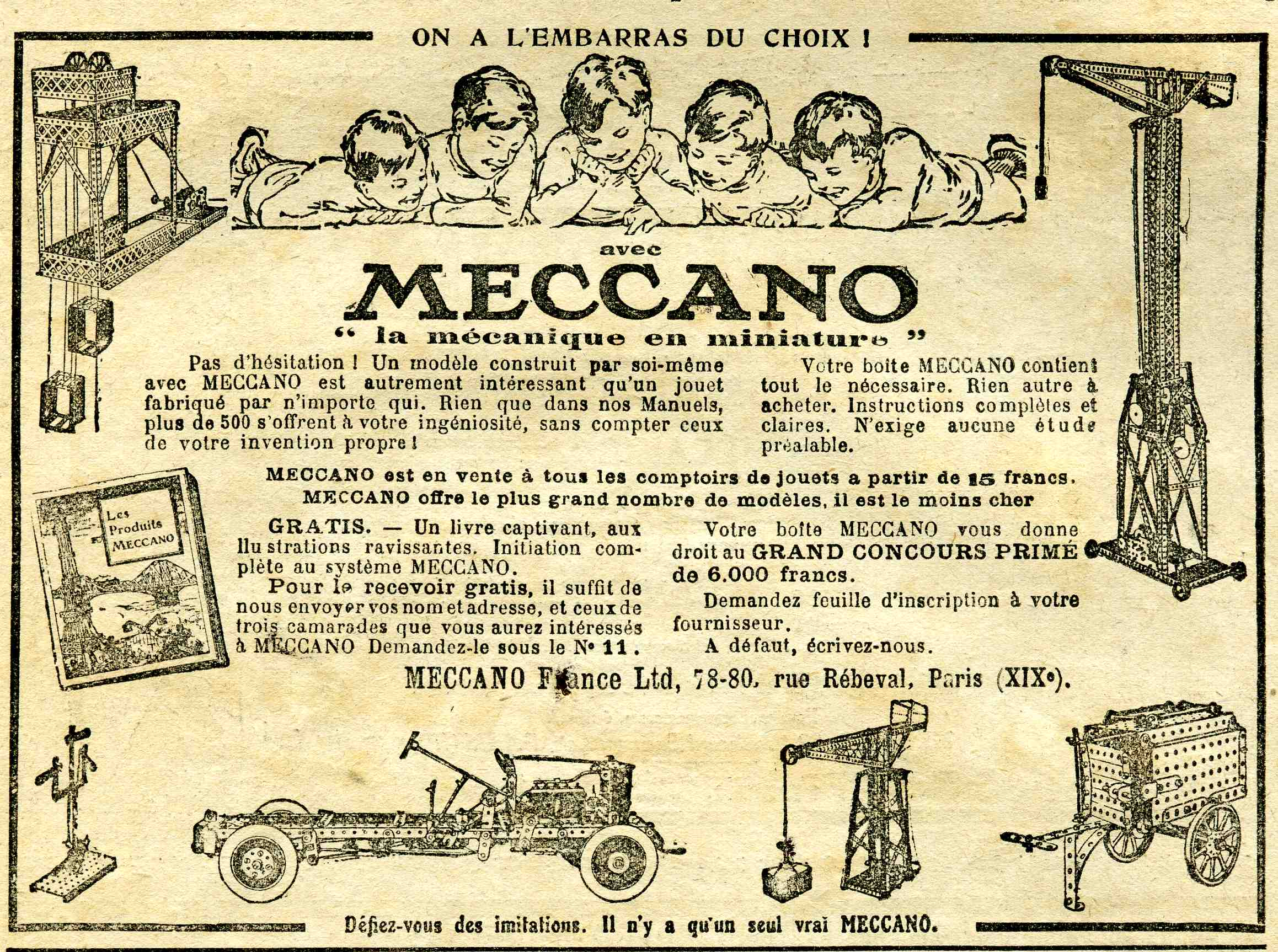
Publicité Meccano dans l'illustré L'Intrépide du 12 novembre 1922, sis 78-80 rue Rébeval
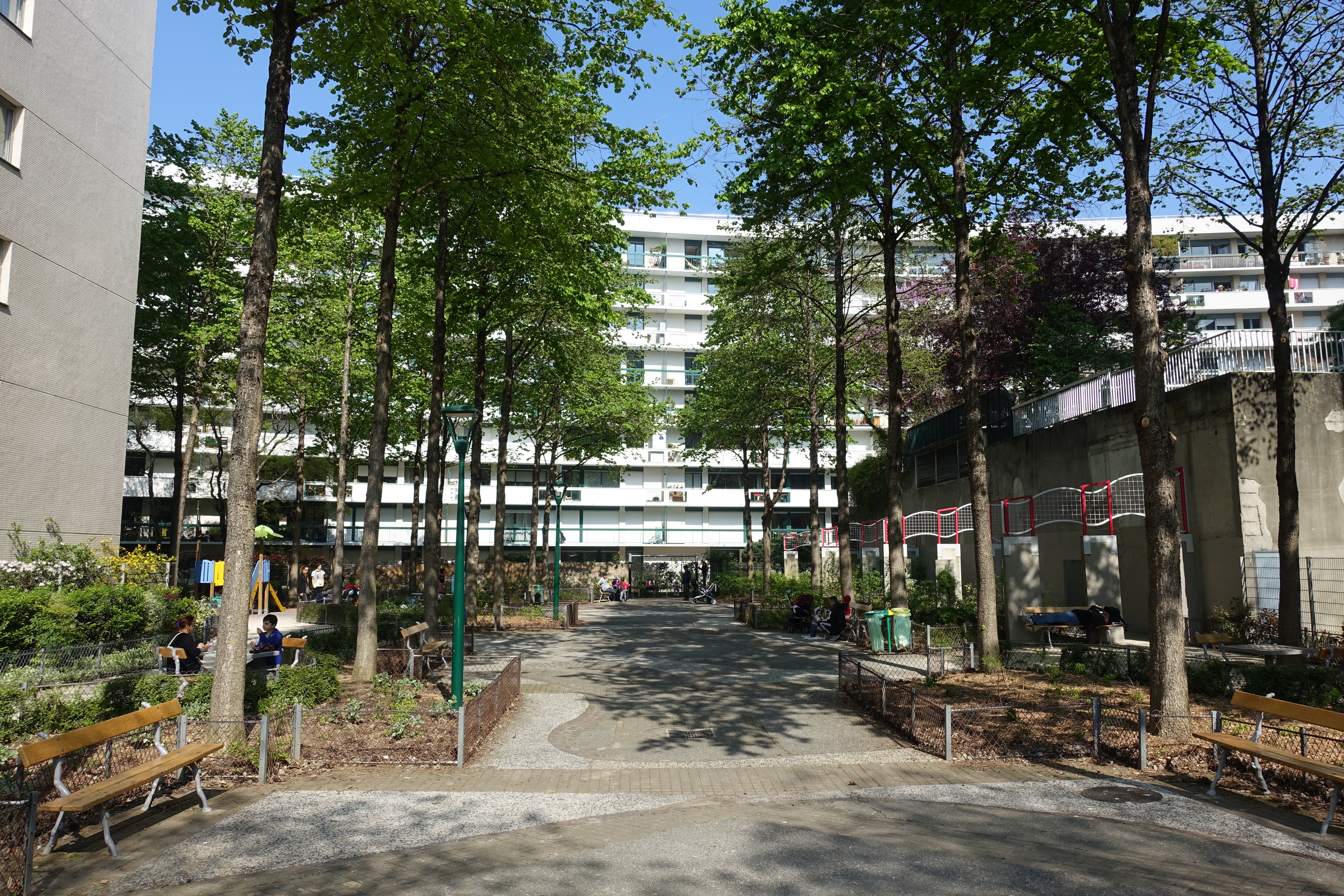
Jardin de la Rébeval

## Bâtiments remarquables et lieux de mémoire
- Le no 64 abrite la société de production du cinéaste Abdellatif Kechiche[3].
- Aux nos 78-80 était sise l'ancienne usine de jouets Meccano. Le bâtiment construit en 1922 abrite une partie de l'école nationale supérieure d'architecture de Paris-Belleville[4] jusqu'à son départ en 2009. Il abrite depuis 2013 l'École des ingénieurs de la ville de Paris (EIVP).
- Le n° 91 était la demeure d'Emma Saïd Ben Mohamed, la grand-mère d'Édith Gassion, future Édith Piaf, qui lui est confiée peu après sa naissance entre 1915 et 1917[5].